# Siegfried (Familienname)
Siegfried ist ein deutscher Familienname.

## Namensträger
- Adolph Siegfried (1842–1898), deutscher Bildhauer
- Alfred Siegfried (Politiker) (1820–1896), deutscher Gutsbesitzer und Politiker (NLP), MdR
- Alfred Siegfried (Lehrer) (1890–1972), Schweizer Lehrer und Hilfswerksgründer
- André Siegfried (1875–1959), französischer Soziologe, Geograph, Wirtschaftsexperte und Schriftsteller
- Anita Siegfried (* 1948), Schweizer Schriftstellerin
- Carl Gustav Adolf Siegfried (1830–1903), deutscher evangelischer Theologe
- Claus-Ferdinand Siegfried (* 1931), deutscher Fernsehjournalist
- Collin Siegfried (* 1999), Schweizer Schauspieler
- Detlef Siegfried (* 1958), deutscher Neuzeithistoriker
- Erich von Siegfried (1859–1935), deutscher Verwaltungsjurist, Landrat in Heiligenbeil
- Fritz Siegfried (1917–1993), Schweizer Komponist
- Gustav Siegfried (1808–1843), Schweizer Fabrikant und Frühsozialist
- Hans Siegfried (1837–1903), Schweizer Kaufmann und Botaniker
- Helene Siegfried (1867–1966), deutsche Konzert- und Kammersängerin
- Herbert Siegfried (1901–1988), deutscher Botschafter
- Hermann Siegfried (1819–1879), Schweizer Topograph und Kartograph
- Iris Siegfried (* 1972), klassische Violinistin, siehe Salut Salon
- Jules Siegfried (1837–1922), französischer Unternehmer und Politiker der Dritten Republik
- Julie Siegfried (1848–1922), französische Frauenrechtlerin
- Julius Siegfried (1835–1901), deutscher Verwaltungsbeamter
- Klaus-Jörg Siegfried (1940–2016), deutscher Historiker und Archivar
- Kurt Siegfried (1873–1945), Schweizer Apotheker und Unternehmer
- Larry Siegfried (1939–2010), US-amerikanischer Basketballspieler
- Liselotte Siegfried (* 1935), Schweizer Textilkünstlerin, Handstickerin und Schmuckdesignerin.
- Max Siegfried (1864–1920), deutscher Physiologe und Chemiker
- Michael Siegfried (* 1988), Schweizer Fußballspieler
- Monika Siegfried-Hagenow (* 1952), deutsche Journalistin
- Nikolaus Siegfried (Bürgermeister) († nach 1401), deutscher Politiker, Bürgermeister von Stralsund
- Nikolaus Siegfried, Pseudonym von Viktor Cathrein (1845–1931), Schweizer Moral- und Rechtsphilosoph
- Oscar Ferdinand Siegfried (1825–1902), deutscher Gutsbesitzer und Politiker. Abgeordneter des Preußischen Abgeordnetenhauses
- Oskar von Siegfried (1920–2011), deutscher Generalkonsul
- Paul Albrecht Siegfried (1880–1953), Schweizer Kaufmann und Unternehmer
- Paul Siegfried (1878–1938), Schweizer Jurist, Historiker und Schriftsteller
- Philipp Siegfried (1767–1845), deutscher Landwirt, MdL Nassau
- Rudolf Thomas Siegfried (1830–1863), deutscher Wissenschaftler
- Sabel Siegfried (der Ältere) († 1451), deutscher Politiker, Bürgermeister von Stralsund
- Sabel Siegfried (der Jüngere) (1437–1491), deutscher Jurist und Politiker, Bürgermeister von Stralsund
- Samuel Friedrich Siegfried (1809–1882), Schweizer Politiker
- Samuel Benoni Siegfried (1848–1905), Schweizer Apotheker, Unternehmer
- Theodor Siegfried (1894–1971), deutscher evangelischer Theologe
- Walter Siegfried (* 1949), schweizerischer Aktionskünstler
- Walter Bruno Siegfried (1931–2008), Schweizer Maler, Zeichner und Radierer
- Walther Siegfried (1858–1947), Schweizer Schriftsteller
- Werner Siegfried (* 1899), deutscher Politiker (NSDAP), MdPl
- Wilhelm Siegfried (1876–nach 1937), deutscher Politiker (Wirtschaftspartei)